# Vagabon
Laetitia Tamko, besser bekannt unter ihrem Künstlernamen Vagabon (geboren 25. Oktober 1992 in Yaoundé, Kamerun), ist eine kamerunisch-US-amerikanische Multiinstrumentalistin des Elektro-Pop, Singer-Songwriterin und Musikproduzentin aus New York City, autodidaktische Profimusikerin mit akademischem Abschluss in Softwareentwicklung.

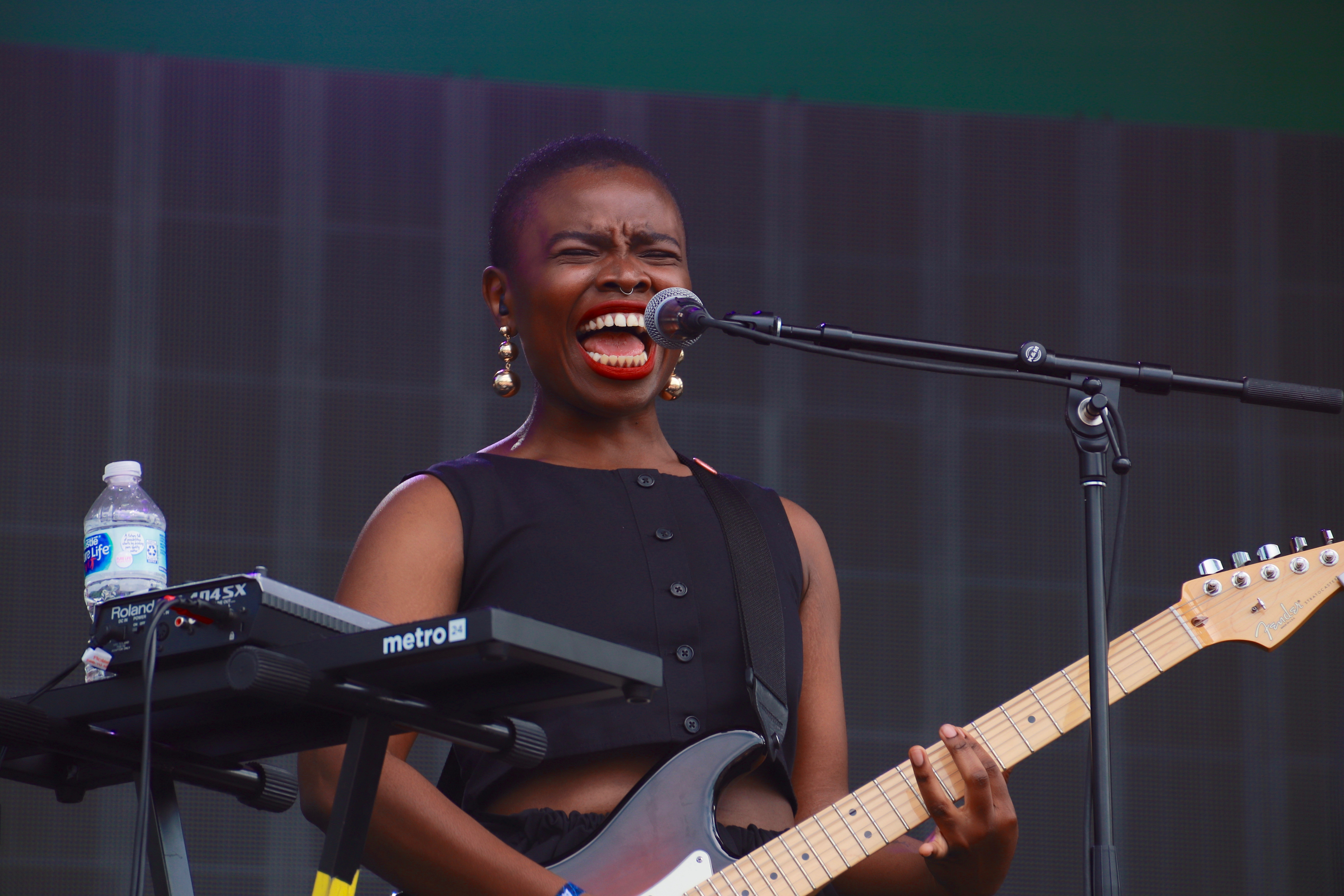
Vagabon on stage 2017

## Leben
Im Alter von 13 Jahren zog Tamko mit ihrer Familie nach New York City, wo ihre Mutter an der Law School eine Juristenausbildung begann. Man zog von Harlem in die Bronx, dann ins unmittelbar nördlich angrenzende Westchester County, wo Tamko die Highschool besuchte.
Als Tamko mit 17 Jahren ihren Highschoolabschluss sicher hatte, erhörten die Eltern ihre beständigen Bitten um eine musikalische Ausbildung und schenkten ihr eine gebrauchte Gitarre, eine akustische Fender. Sie brachte sich das Spielen selbst bei mittels Ultimate Guitar und YouTube-Anleitungen. Da ihre Eltern vom Klischee 'Kunst ist brotlos' durchdrungen waren, studierte Tamko an der Grove School of Engineering, dem ingenieurwissenschaftlichen Fachbereich der Universität City College of New York und machte ihren Bachelor-Abschluss in Software Engineering 2015.
Im Laufe der Studienjahre komponierte sie ihre ersten eigenen Musikstücke und Songs. Bereits 2014 lud sie unter dem Pseudonym Vagabon eigene Musik auf Bandcamp hoch. Das mündete noch im selben Jahr in der Publikation ihrer ersten EP (Cassette) Persian Garden, erschienen beim kleinen Independent-Label Miscreant Records aus Brooklyn. Den bei der Einspielung beteiligten Bassisten und den Drummer von der Jazzabteilung ihrer Hochschule bezahlte sie. Im Sommer nach ihrem Hochschulabschluss unternahm sie erstmals eine eigene Konzerttour quer durch die Vereinigten Staaten. Anschließend zog sie bei den Eltern aus, verdiente ihren Lebensunterhalt als Softwareentwickler in Long Island City und spielte abends häufig kleine Do-It-Yourself-Konzerte in der lebhaften Indie- und Punkrockszene Brooklyns.
Außer Gitarre und Stimme spielte sie auf ihrem ersten Album unter eigenem Namen Schlagzeug, Keyboard und Synthesizer selbst. Infinite Worlds kam am 24. Februar 2017 beim Indie-Label Father/Daughter Records aus San Francisco heraus. Es erregte Aufsehen und hatte so großen Erfolg, dass sie ihren Job als Programmiererin vorerst aufgeben und Vollzeit-Musikerin werden konnte. Zudem wurde sie als Opener-Act für die Nordamerika-Sommertournee der australischen Indie-Rockerin Courtney Barnett sowie von Julien Baker eingeladen. Das Album war so überzeugend, dass die New York Times sie 2017 zum Interview lud. Im gleichen Jahr erschien bei Audiotree Music eine Live-EP namens Vagabon on Audiotree Live.
Das National Public Radio widmete Vagabon den Podcast vom 23. Februar 2018 ihrer Tiny Desk Concerts-Reihe. Die nächsten Songs schrieb sie während des Einkommen generierenden Tourens durch die US-Clubszene, wo sie zumeist begleitet von Bassistin Eva Lawitts und Schlagzeugerin Elise Okusami als Indie-Rockband auftrat.
Ihr zunächst mit All the Women in Me und später nur mit ihrem Künstlernamen benanntes zweites Studioalbum, am 18. Oktober 2019 beim renommierten Plattenlabel Nonesuch erschienen, enthält nur eigene Stücke, größtenteils von ihr selbst eingespielt und produziert. Die von Juli 2017 bis März 2019 in verschiedenen Tonstudios aufgenommenen zehn Tracks von jeweils drei bis fünf Minuten wurden von Toningenieur John Congleton aus Dallas lediglich endabgemischt. Soundmäßig hat sich Tamko für eine Abkehr von früheren Indie-Rock Stilmitteln hin zu mehr elektronischen Mixturen entschieden, zum Beispiel der Kombination von Akustikgitarre, Gospelchor und „Orinoco Flow“-Synthie-Klängen im Song In A Bind. Ihr eigener Anspruch an das Album lautet: keine Dunkelheit, vielmehr Resilienz und Kraft! ("This album is resilience and strength.")
Die Kritiker sind vom Einfallsreichtum der musikalischen Entwicklung angetan ("with both feet into new sounds and new horizons"). Die Guardian-Rezension vergab vier von fünf Sternen und lobte das Album als sowohl kantig wie emotional ("both sharp and tender"). Ihre Herbsttour 2019 durch die Vereinigten Staaten zusammen mit Angel Olsen führte durch Veranstaltungslokale, die im Durchschnitt mehr als 2000 Besucher fassen.
Vagabon schrieb 2023 ihr drittes Album Sorry I Haven’t Called nach dem Tod ihres Freundes und Kollaborateurs Eric Littmann. Im Jahr 2023 sprach Vagabon mit Sound & Vision-Moderatorin Emily Fox darüber, wie sie trotz ihrer Trauer fröhliche Musik machte und sich während der Arbeit an diesem Album nach Deutschland zurückzog, um sich mental neu auszurichten.

## Diskografische Anmerkungen

### Alben
- Infinite Worlds (Father/Daughter Records, 2017)
- Vagabon (Nonesuch, 2019)[16]
- Sorry I Haven’t Called (Nonesuch, 2023)

### EPs
- Persian Garden (Miscreant Records, 2014)
- Vagabon on Audiotree Live (Audiotree Music, 2017)

## Belege
1. ↑  Girl of the Moment: Laetitia Tamko, AKA Vagabon, Has This Indie Rock Star Thing Under Control|, W-Magazine vom 22. Februar 2017, abgerufen am 20. Oktober 2019
2. ↑  Vagabon belongs to 'Infinite Worlds' , Nylon Magazine vom 24. Februar 2017, abgerufen am 20. Oktober 2019
3. ↑  Musiker beim Label Miscreant Records, abgerufen am 21. Oktober 2019.
4. ↑  Details zur EP, Discogs, abgerufen am 21. Oktober 2019
5. ↑  Review: Vagabon, 'Infinite Worlds', NPR.org vom 8. Juni 2018, abgerufen am 21. Oktober 2019
6. ↑  siehe Allmusic-Biografie
7. ↑  Barnett will be on US tour with indie a-listers as support, including Lucy Dacus, Julien Baker, Waxahatchee and Vagabon, Paste Magazine vom 18. Mai 2018, abgerufen am 24. Oktober 2019
8. ↑  Rock’s Not Dead, It’s Ruled by Women, 2017, NY Times vom 1. September 2017, abgerufen am 21. Oktober 2019
9. ↑  Freak-Folk Rising: Vagabon’s Laetitia Tamko Tames Her Demons in Real Time, Village Voice vom 27. April 2016, abgerufen am 24. Oktober 2019
10. ↑  Vagabon Changes Name of New Album, Announces New Release Date, Pitchfork Media vom 23. August 2019, abgerufen am 24. Oktober 2019
11. ↑  siehe Allmusic-Biografie
12. 1 2  'There Will Be No Darkness': Laetitia Tamko On The Making Of 'Vagabon', NPR vom 15. Oktober 2019, abgerufen am 24. Oktober 2019
13. ↑  Laetitia Tamko leaps with both feet into new sounds and new horizons, pitchfork.com vom 19. Oktober 2019, abgerufen am 24. Oktober 2019
14. ↑  Vagabon: Vagabon review – indie star is expansive yet intimate, The Guardian vom 18. Oktober 2019, abgerufen am 24. Oktober 2019
15. ↑  KEXP vom 9. August 2025, abgerufen am 9. August 2025
16. ↑  Matthew Strauss: Vagabon Changes Name of New Album, Announces New Release Date. In: Pitchfork Media. 23. August 2019, abgerufen am 23. Oktober 2019.

| Personendaten    | Personendaten                                    |
| ---------------- | ------------------------------------------------ |
| NAME             | Vagabon                                          |
| ALTERNATIVNAMEN  | Tamko, Laetitia                                  |
| KURZBESCHREIBUNG | kamerunisch-US-amerikanische Singer-Songwriterin |
| GEBURTSDATUM     | 25. Oktober 1992                                 |
| GEBURTSORT       | Yaoundé, Kamerun                                 |